# Austrophorocera immersa
Austrophorocera immersa är en tvåvingeart som först beskrevs av Walker 1859.  Austrophorocera immersa ingår i släktet Austrophorocera och familjen parasitflugor. Inga underarter finns listade i Catalogue of Life.